# Maculinea
Maculinea är ett släkte av fjärilar som beskrevs av Rudolph van Eecke 1915. Maculinea ingår i familjen juvelvingar.

## Bildgalleri

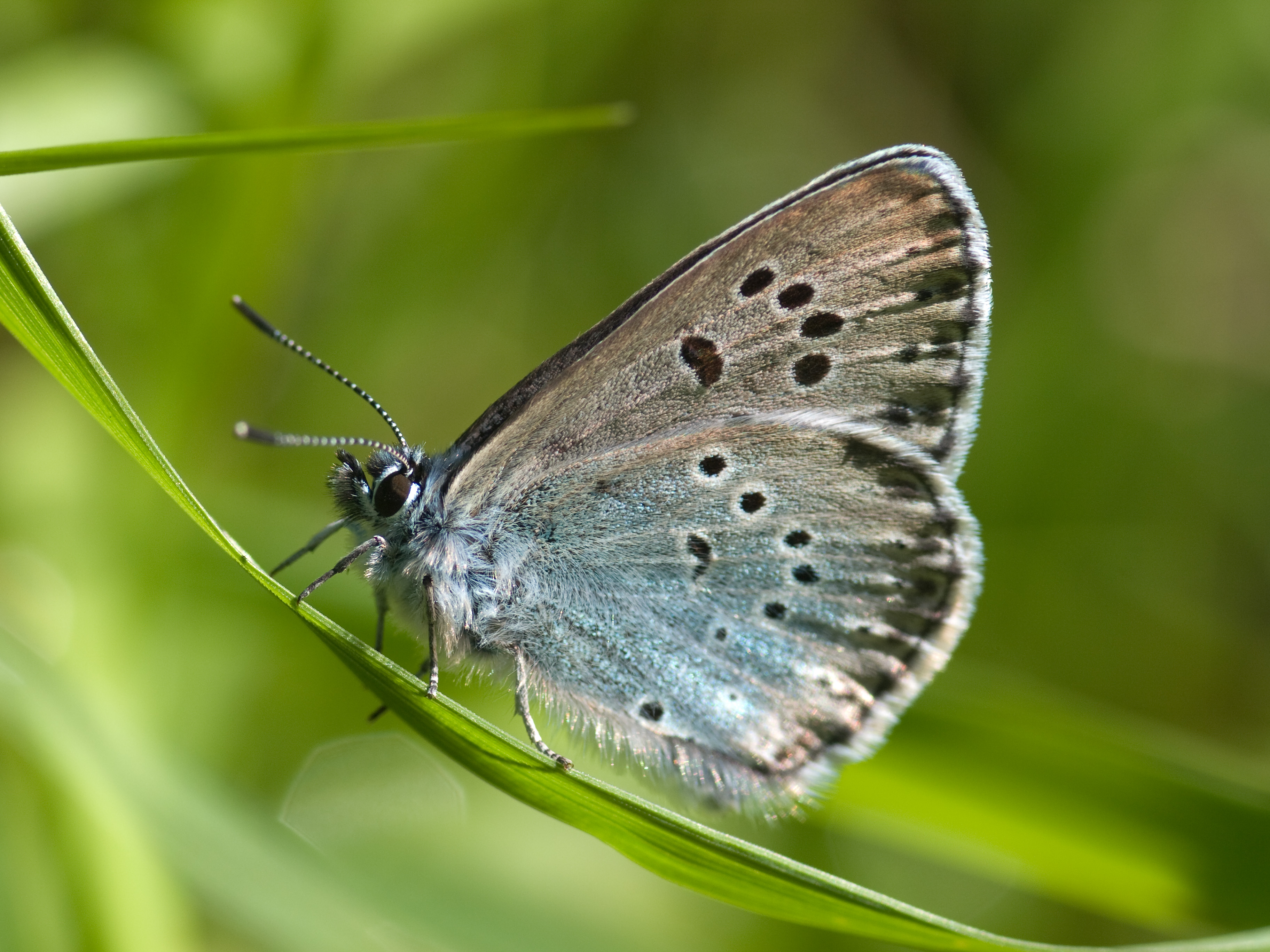
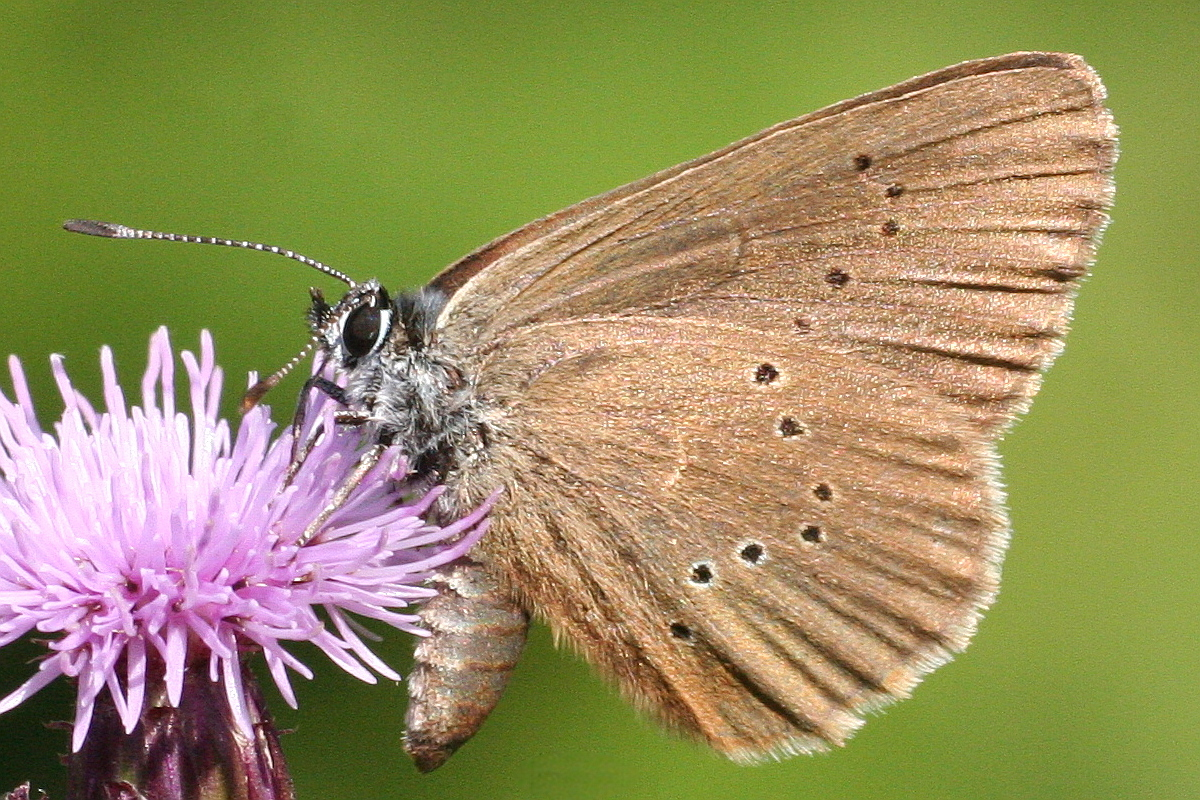

## Arter inom släktet
- Maculinea agenjoi
- Maculinea aglaophon
- Maculinea albocuneata
- Maculinea alcon
- Maculinea alconides
- Maculinea alpicola
- Maculinea amurensis
- Maculinea animula
- Maculinea anresion
- Maculinea antesion
- Maculinea anticoobsoleta
- Maculinea arcas
- Maculinea arcasoides
- Maculinea arcina
- Maculinea argentoazurea
- Maculinea argoviensis
- Maculinea argus
- Maculinea arion
- Maculinea australpina
- Maculinea basipuncta
- Maculinea bipuncta
- Maculinea buholzeri
- Maculinea caeca
- Maculinea caeruleomarginata
- Maculinea caerulescens
- Maculinea caucasica
- Maculinea chosensis
- Maculinea clara
- Maculinea crassipuncta
- Maculinea cruciata
- Maculinea curiosa
- Maculinea cyanecula
- Maculinea delphinatus
- Maculinea discoelongata
- Maculinea discoobsoleta
- Maculinea emutata
- Maculinea erebus
- Maculinea euphemus
- Maculinea eutyphron
- Maculinea fasciata
- Maculinea gadmensis
- Maculinea grisea
- Maculinea haurii
- Maculinea hironobui
- Maculinea hosonoi
- Maculinea hospitali
- Maculinea immaculata
- Maculinea impuncta
- Maculinea impunctata
- Maculinea infracrassipuncta
- Maculinea infrapaucipuncta
- Maculinea inocellata
- Maculinea insubrica
- Maculinea italica
- Maculinea jasilkowskii
- Maculinea jezoensis
- Maculinea kijevensis
- Maculinea laranda
- Maculinea ligurica
- Maculinea limitanea
- Maculinea lucida
- Maculinea lunulata
- Maculinea lutshniki
- Maculinea lycaonius
- Maculinea macroconia
- Maculinea macromelanica
- Maculinea maculata
- Maculinea magnalpicola
- Maculinea magnifica
- Maculinea major
- Maculinea mamers
- Maculinea marginata
- Maculinea marginedistincta
- Maculinea marginemaculata
- Maculinea marginepunctata
- Maculinea marginereducta
- Maculinea matsumurai
- Maculinea melancholica
- Maculinea microarion
- Maculinea minor
- Maculinea monticola
- Maculinea naruena
- Maculinea naryoniensis
- Maculinea nausithous
- Maculinea nepete
- Maculinea nestae
- Maculinea nigra
- Maculinea obscura
- Maculinea obscurata
- Maculinea obsoleta
- Maculinea ofenia
- Maculinea oolitica
- Maculinea pallidior
- Maculinea parvimacula
- Maculinea paucipuncta
- Maculinea philidor
- Maculinea posteroimmaculata
- Maculinea pseudoroboris
- Maculinea punctatissima
- Maculinea punctifera
- Maculinea rebeli
- Maculinea retrojuncta
- Maculinea rühli
- Maculinea sabinorum
- Maculinea sanguisorbae
- Maculinea schmidti
- Maculinea semiobscura
- Maculinea senilis
- Maculinea sergeji
- Maculinea sevastos
- Maculinea shiranensis
- Maculinea sordidula
- Maculinea sosinomos
- Maculinea spormanni
- Maculinea striata
- Maculinea subtusbrunea
- Maculinea subtus-impunctata
- Maculinea subunicolor
- Maculinea supracaeca
- Maculinea supraddenda
- Maculinea supraelongata
- Maculinea supraimpunctata
- Maculinea supralunulata
- Maculinea suprapuncta
- Maculinea tainaron
- Maculinea tainaronobscura
- Maculinea taras
- Maculinea tatsienlouica
- Maculinea telegone
- Maculinea telegonus
- Maculinea teleius
- Maculinea tenuiconia
- Maculinea tolistus
- Maculinea tripuncta
- Maculinea turatiana
- Maculinea unicolor
- Maculinea unipuncta
- Maculinea uralensis
- Maculinea ussuriensis
- Maculinea vagula
- Maculinea vernetensis
- Maculinea vesubia
- Maculinea xerophila